# Cyathea abbottii
Cyathea abbottii är en ormbunkeart som beskrevs av William Ralph Maxon. Cyathea abbottii ingår i släktet Cyathea och familjen Cyatheaceae. Inga underarter finns listade.